# Pietro Liberi

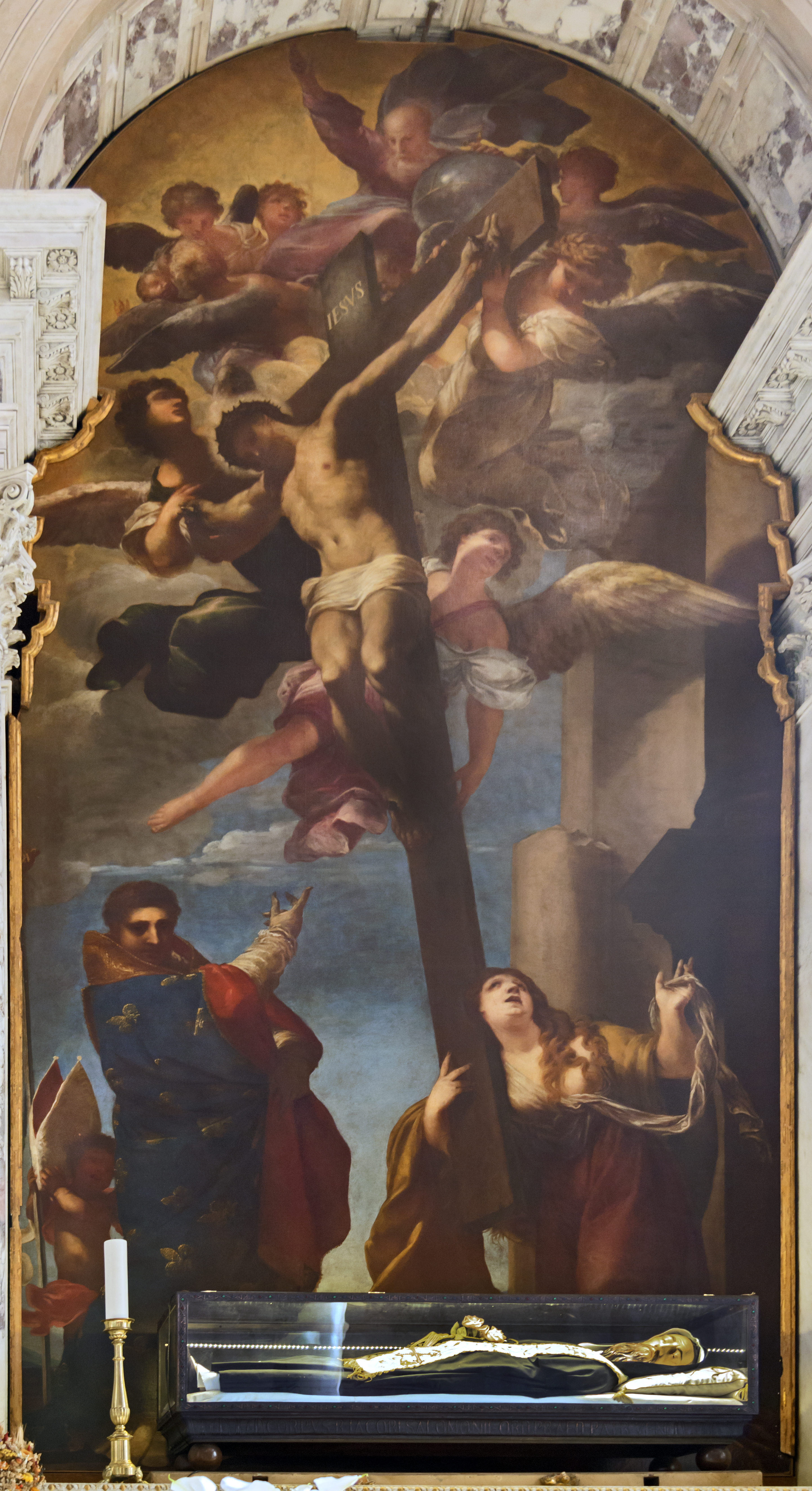
Crocifissione con la Maddalena, basilica dei Santi Giovanni e Paolo, Venezia.

Pietro Liberi, detto anche Libertino (Padova, 1605 – Venezia, 1687), è stato un pittore italiano.

## Biografia
La vita di Pietro Liberi viene narrata da Galeazzo Gualdo Priorato, forse in modo troppo romanzato, tanto da mettere in discussione anche la sua data di nascita. Nacque a Padova da Giuseppe e da Maddalena Rossi e visse i suoi primi anni in modo molto avventuroso: a sedici anni si trovava a Costantinopoli, venne poi fatto prigioniero sull'isola di Mitilene, incatenato e trasferito a Tunisi, da dove riuscì a scappare otto mesi dopo.
Viaggiò a Roma, Firenze, Bologna e Siena per studiare i maestri pittori. A Venezia ottenne commissioni per il palazzo Ducale e per la chiesa della Salute. Per Palazzo Albrizzi dipinse un'Annunciazione.
Nel 1653 venne nominato cavaliere di San Marco e nel 1658 ottenne dall'imperatore Leopoldo I la nomina a Reichsgraf (Conte palatino), il che conferma la sua forte personalità.

### Altre opere
- Madonna del Carmelo con i santi Carlo e Antonio da Padova che le presentano due membri della famiglia Gambara, basilica di San Lorenzo, Verolanuova, 1658.
- Madonna della cintola, chiesa di san Francesco d'Assisi, Muggia.
- Minerva armata, Museo d'Arte Medioevale e Moderna, Padova.
- Stemma mediceo, oratorio dei Vanchetoni, Firenze.
- Diana e Atteone, Monaco di Baviera.
- Diluvio universale, Bergamo Santa Maria Maggiore.
- Madonna delle Consolazioni con san Nicola da Tolentino 1643 per la chiesa di San Giovanni Battista di Lonato del Garda
- Ritratto d'uomo con una lettera alla maniera di Van Dyck. Lucca, Pinacoteca Nazionale di Palazzo Mansi (Museo di Palazzo Mansi).
- San Rocco, Museo Archeologico e Pinacoteca del Palazzo Malatestiano, Fano. 1667-1687.